# Ішкініно
Ішкі́ніно (рос. Ишкинино) — присілок у складі Гайського міського округу Оренбурзької області, Росія.

## Населення
Населення — 203 особи (2010; 231 у 2002).
Національний склад (станом на 2002 рік):
- башкири — 92 %